# Ț
La Ț (majúscula: Ț, minúscula: ț) és una lletra que forma part de l'alfabet romanès, que s'utilitza per representar el so de la llengua romanesa /t͡s/, l'africada alveolar sorda (com la lletra C en les llengües eslaves, o ts en cargols) S'escriu com la lletra T amb una coma petita a continuació i té tant les variants en minúscula (U+021B) com les majúscules (U+021A).
La lletra va ser proposada al Buda Lexicon, un llibre publicat el 1825, que incloïa dos textos de Petru Maior, Orthographia romana sive Latino-valachica una cum clavi i Dialogu pentru inceputul linbei române, introduint ș per a /ʃ/ i ț per a /t͡s/.

## Suport de programari
T - coma no formava part de les primeres versions d'Unicode, només es va introduir a Unicode 3.0.0 (setembre de 1999) a petició de l'organisme nacional de normalització romanès. Per tant, alguns sistemes heretats no tenen fonts compatibles amb ella, per exemple Microsoft Windows XP requereix la instal·lació de l'expansió de la Unió Europea font d'actualització. El suport complet d'aquesta carta està disponible a l'ordinador Macintosh des de Mac OS X i a l'ordinador des de Windows Vista. Tot i que els problemes d'accessibilitat són una preocupació només en els sistemes heretats, a causa de la inèrcia i/o el desconeixement, alguns textos romanesos de nova producció encara utilitzen Ţ (T - cedilla, disponible a la versió Unicode 1.1.0, juny de 1993).
La lletra es col·loca en Unicode a l'interval llatí B ampliat, a "Addicions per al romanès", com a "Lletra majúscula llatina T amb coma a sota" (U+021A) i "Lletra llatina t minúscula amb coma a sota" (U+). 021B). En HTML aquests es poden codificar per & #x021a; i & #x021b;, respectivament.

Aparició de la coma (fila superior) i la cedilla (fila inferior) a la lletra Times New Roman.

Al Windows XP, la majoria dels tipus de lletra, inclòs l'Arial Unicode MS, representen T-cedilla com a T-coma perquè no es creia que T-cedilla s'utilitzés en cap idioma. De fet s'utilitza, però en molt poques llengües. La T amb Cedilla existeix com a part de l'alfabet general de les llengües del Camerun, en algunes ortografies gagauzes, en el dialecte cabil de la llengua berber i possiblement en altres llocs. Tècnicament, això és incorrecte, ja que un glif que no coincideix s'associa amb un codi de caràcter determinat. Per tant, el text escrit amb S-cedilla i T-cedilla sovint es pot veure com si s'hagués escrit amb S-coma i T-comma. Tanmateix, per codificar i representar correctament tant la coma S com la coma T, cal instal·lar l'actualització de fonts d'expansió de la Unió Europea. No hi ha cap manera oficial d'afegir suport de teclat per a aquests caràcters. Per escriure'ls, cal instal·lar teclats de tercers o utilitzar el mapa de caràcters.
La versió de Windows del navegador web Firefox és capaç de generar coma S i coma T, encara que faltin els caràcters dels tipus de lletra del sistema. Internet Explorer no té aquesta capacitat.
Totes les distribucions de Linux poden representar correctament la coma S i la coma T, almenys des del 2005. Si aquests caràcters falten d'un tipus de lletra determinat, es substituiran pel glif d'un altre tipus de lletra. Tot i que el servidor X.Org admet el teclat correcte (coma ro) almenys des de 2005, seleccionant aquest teclat des de la interfície d'usuari (p. ex. Propietats del teclat de GNOME) només ha estat possible recentment.